# 巴佳爾

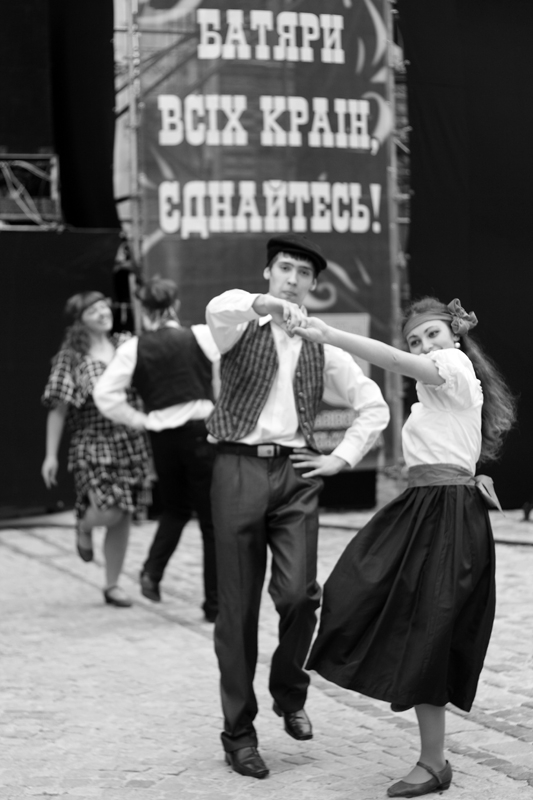
2008年5月1日利維夫巴佳爾節的慶祝活動

巴佳爾（烏克蘭語：батяр）泛指1920－1930年代烏克蘭利維夫說波蘭語利維夫方言的底層居民，典型形象為貧窮但老實、大方、幽默、淘氣而放蕩的城市人，為該城市重要的次文化元素。巴加爾大致於二十世紀初出現，但其歷史可追溯至十九世紀中葉利維夫尚屬奧匈帝國時，此詞彙最早源於波斯語，後經土耳其語、塞爾維亞語等語言進入匈牙利語，原本的意思為「小伙子」。
巴佳爾發展形成了一類具特定風格、有時帶有政治諷刺意涵的民謠歌曲，為此次文化的重要組成元素。1930年代巴加爾文化興盛之時，波蘭猶太詩人伊曼紐·施萊希特作詞、波蘭猶太音樂家亨利克·沃爾斯作曲的〈只在利維夫〉（Tylko we Lwowie）一曲為巴佳爾的代表歌曲。廣播喜劇演員卡齊米日·華依達與Henryk Vogelfänger和足球員麥克·馬提亞斯為巴佳爾的代表人物。
1939年與1945年利維夫被蘇聯佔領後巴佳爾逐漸式微，蘇聯政府驅逐當地波蘭裔居民，並打壓在地文化，但巴加爾一詞仍被持續使用，至今成為利維夫人自豪的文化標誌與精神象徵。2008年起利維夫每年5月1日均慶祝「巴佳爾節」。